# Watford (London Underground)

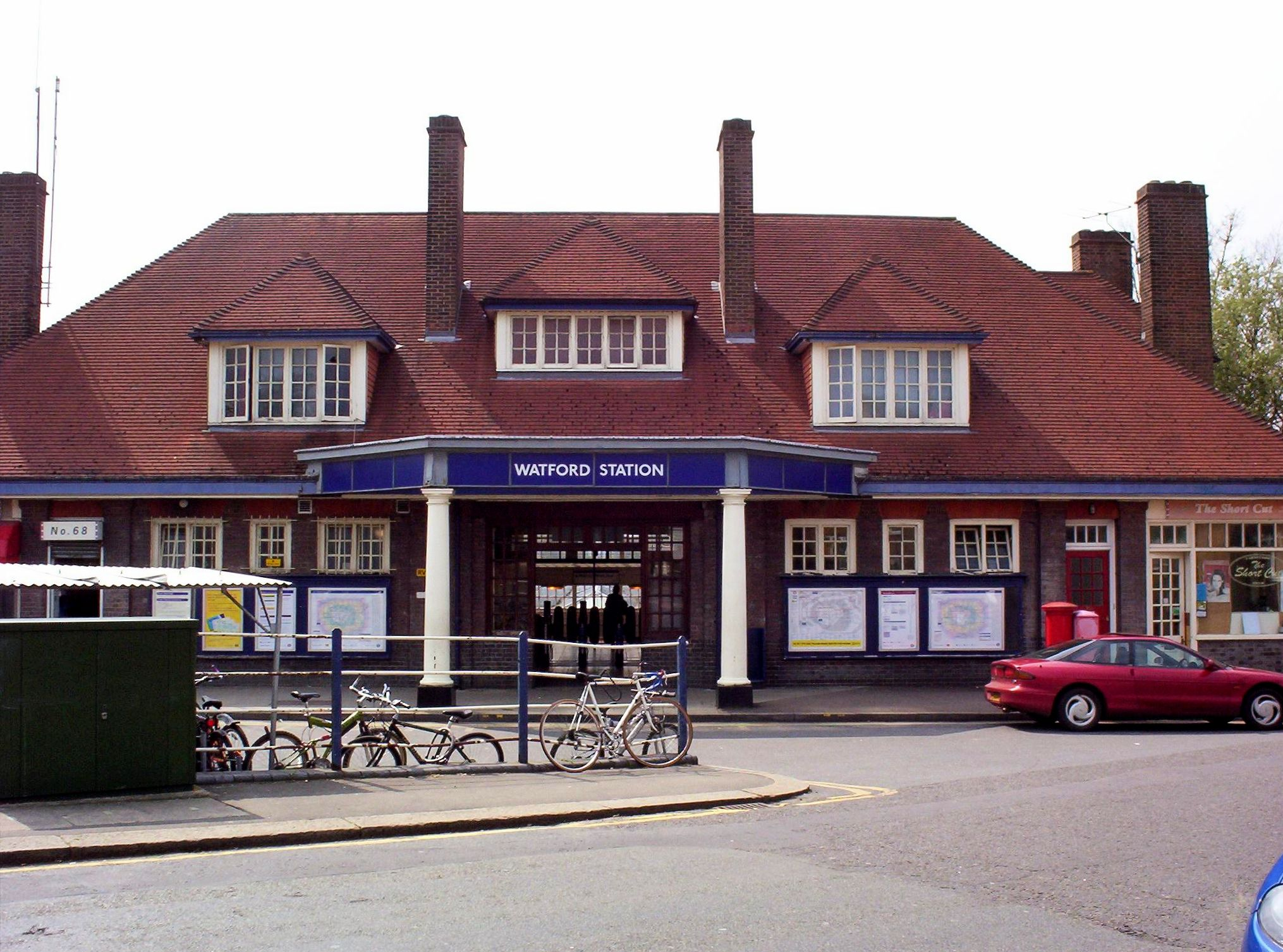
Stationsgebäude

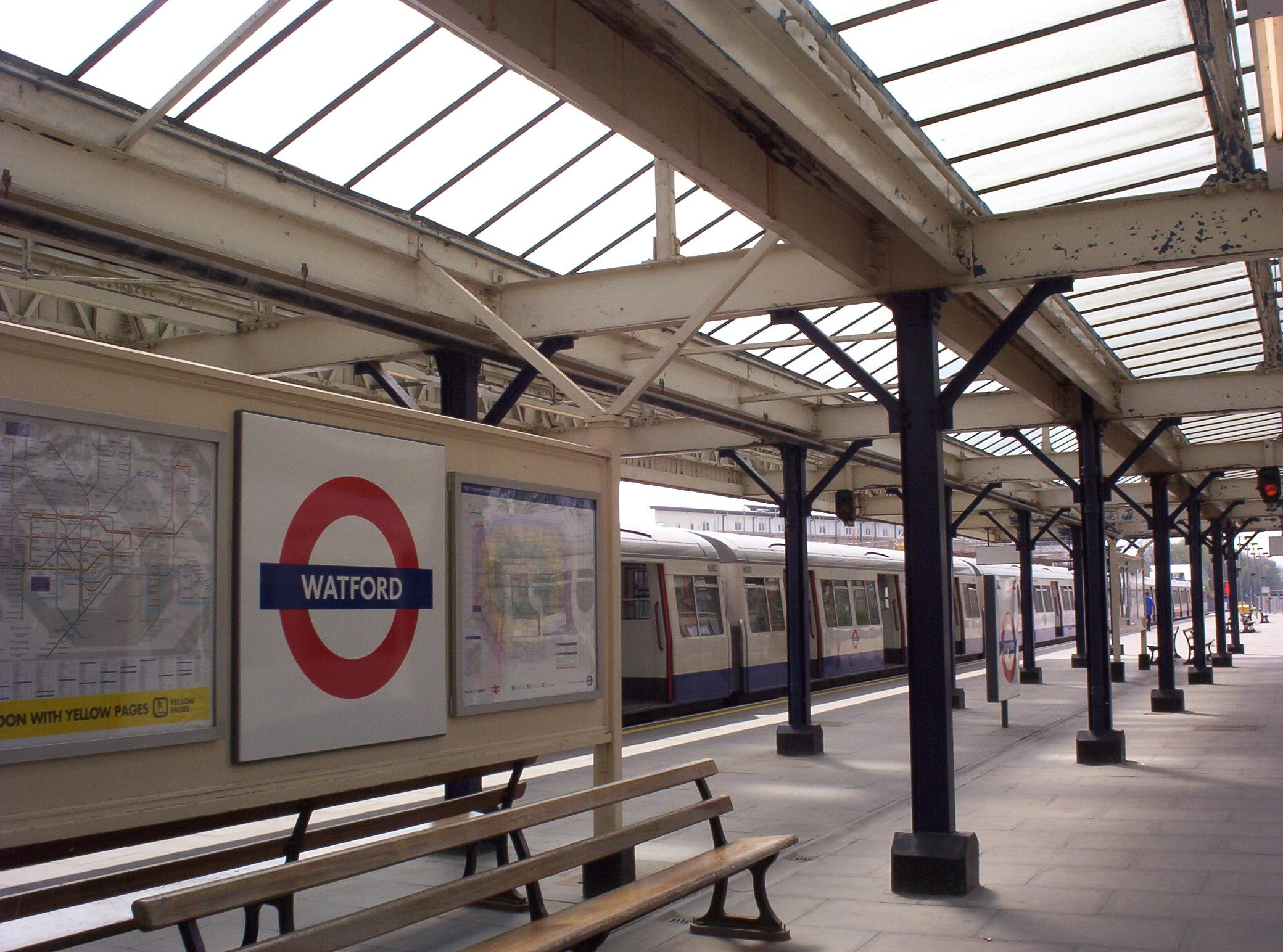
Bahnsteige

Watford ist eine oberirdische Station der London Underground und eine der vier westlichen Endstationen der Metropolitan Line. Sie liegt in der Travel Zone 7 und damit außerhalb von Greater London. Sie befindet sich an der Cassiobury Park Avenue in der Stadt Watford. Im Jahr 2013 wurde die Station von 1,66 Millionen Fahrgästen genutzt.
Die Eröffnung der Station erfolgte am 2. November 1925 durch die Metropolitan Railway (MR, Vorgängergesellschaft der Metropolitan Line), als Teil der Zweigstrecke von Moor Park her. Es war die erste Strecke der MR, die von Anfang an elektrifiziert war; während der ersten Monate verkehrten auch Züge der Great Central Railway nach London Marylebone. Obwohl die Station etwas peripher liegt, wurde eine geplante Verlängerung bis in die Innenstadt von Watford nie gebaut.

## Zukunft
Jahrzehntelang existierte eine kurze Eisenbahnlinie, die von Watford Junction, dem wichtigsten Bahnhof der Stadt, nach Croxley Green führte. Dieser Bahnhof lag zwar nur wenige hundert Meter von der Station der Metropolitan Line entfernt, doch es bestand nie eine Verbindung. Es existieren Pläne, diese seit 1996 stillgelegte Linie mittels eines Viaduktes mit der Metropolitan-Strecke bei Croxley zu verbinden und auf Doppelspur auszubauen. Die Inbetriebnahme des Croxley Rail Link wurde jedoch auf unbestimmte Zeit verschoben, sodass die Station weiter bestehen bleibt. Wenn die Strecke fertiggestellt ist, soll Watford jedoch weiter als Betriebsbahnhof bestehen bleiben, um für die Metropolitan Line als Abstell- und Rangieranlage zu fungieren.

## Stationsgebäude
Das Stationsgebäude steht unter Denkmalschutz (Grade II).